# Международная ассоциация криптологических исследований
Международная ассоциация криптологических исследований (МАКИ) (англ. International Association for Cryptologic Research (IACR)) — это некоммерческая научная организация, целью деятельности которой, является выполнение и содействие исследованиям в области криптологии в смежных областях. IACR была организована по инициативе американского криптолога Дэвида Чаума на конференции CRYPTO '82.

## Деятельность
IACR организует ряд ежегодных конференций и семинаров, которые являются ведущими международными площадками в области криптологии.

### Конференции
- International Cryptology Conference[англ.], англ. Crypto — (Международная конференция по криптологии);
- Eurocrypt[англ.] — (Ежегодная Международная конференция по теории и применению криптографических технологий);
- Asiacrypt[англ.] — (Международная конференция по теории и применению криптологии и информационной безопасности);
- Международная конференция по теории и практике криптографии с открытым ключом — PKC (conference)[англ.], англ. International Conference on Theory and Practice in Public Key Cryptography, PKC;
- Конференция по теоретической криптографии — Theory of Cryptography Conference[англ.], TCC.

### Семинары
- Программные средства быстрого шифрования — Fast Software Encryption, FSE;
- Семинар по криптографическому оборудованию и встроенным системам (англ. Cryptographic Hardware and Embedded Systems — CHES).

При поддержке IACR проводятся ещё несколько других конференций и семинаров. CRYPTO '83 была первой конференцией, официально спонсируемой IACR.
В дополнение к публикуемым материалам своих конференций и семинаров IACR публикует «Криптологический журнал» (Journal of Cryptology), а также поддерживает «Криптологический электронный архив» (Cryptology ePrint Archive).

### Симпозиумы
IACR является официальным спонсором симпозиума: Real World Crypto.